# Municipio de Dover (condado de Tuscarawas)
El municipio de Dover (en inglés: Dover Township) es un municipio ubicado en el condado de Tuscarawas en el estado estadounidense de Ohio. En el año 2010 tenía una población de 4600 habitantes y una densidad poblacional de 49,31 personas por km².

## Geografía
El municipio de Dover se encuentra ubicado en las coordenadas 40°31′59″N 81°30′5″O / 40.53306, -81.50139. Según la Oficina del Censo de los Estados Unidos, el municipio tiene una superficie total de 93.29 km², de la cual 92.53 km² corresponden a tierra firme y (0.82%) 0.76 km² es agua.

## Demografía
Según el censo de 2010, había 4600 personas residiendo en el municipio de Dover. La densidad de población era de 49,31 hab./km². De los 4600 habitantes, el municipio de Dover estaba compuesto por el 97.22% blancos, el 0.65% eran afroamericanos, el 0.09% eran amerindios, el 0.2% eran asiáticos, el 0.09% eran isleños del Pacífico, el 0.52% eran de otras razas y el 1.24% pertenecían a dos o más razas. Del total de la población el 1.22% eran hispanos o latinos de cualquier raza.